# Contemplazione cristiana
Nel misticismo cristiano, la preghiera contemplativa o contemplazione, per la quale si usa anche il termine in greco θεωρία? (theoria), è una forma di preghiera distinta dalla preghiera vocale (recitazione di parole) e dalla meditazione in senso stretto (forma di preghiera mentale, chiamata anche preghiera metodica, basata sulla riflessione discorsiva di considerazioni varie).

## Meditazione e contemplazione

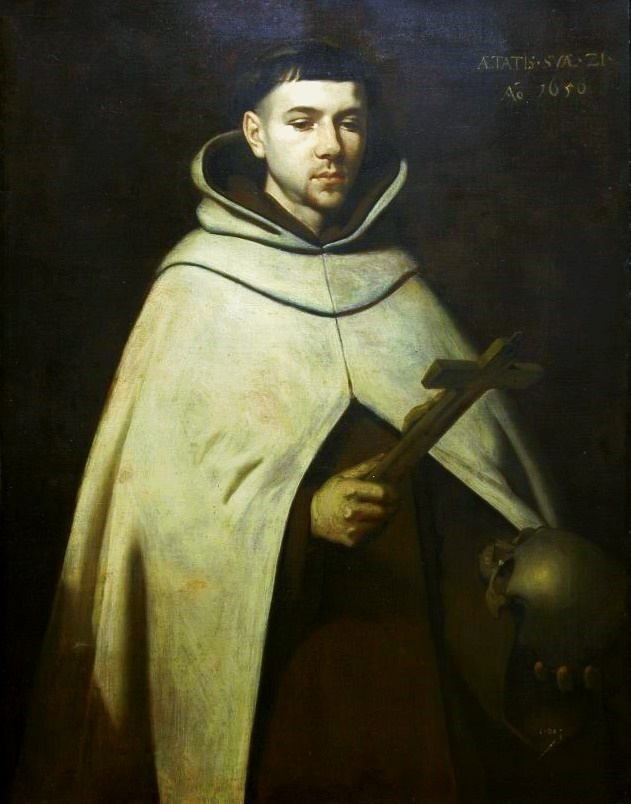
Giovanni della Croce

Nella meditazione discorsiva, la mente e l'immaginazione e le altre facoltà sono attivamente impegnate in uno sforzo per capire il nostro rapporto con Dio. Nella preghiera contemplativa, questa attività è ridotta, cosicché la contemplazione viene descritta come "uno sguardo di fede", "un silenzioso amore". Trascendenza dello spirito.
Giovanni della Croce descrisse la differenza tra la meditazione discorsiva e la contemplazione asserendo: 
(Salita del Monte Carmelo, Cap. 14:7 )
Un esperto ortodosso orientale di preghiera afferma: "La meditazione è un'attività del proprio spirito con la lettura o altro, mentre la contemplazione è un'attività spontanea di tale spirito. Nella meditazione, l'immaginazione e la potenza pensante dell'uomo esercitano un certo sforzo. Poi fa seguito la contemplazione, per alleviare l'uomo da tutti gli sforzi precedenti. La contemplazione è la visione interiore dell'anima e il semplice riposo del cuore in Dio."
Non c'è un netto confine tra meditazione cristiana e contemplazione cristiana e a volte si sovrappongono. La meditazione serve come base su cui la vita contemplativa si erge, la pratica con cui uno inizia lo stato di contemplazione. Viene fatta una distinzione tra contemplazione acquisita o naturale e contemplazione infusa o soprannaturale.

## Contemplazione acquisita

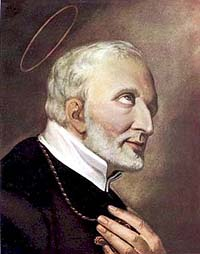
Alfonso Maria de' Liguori

Contemplazione naturale o acquisita, che è anche chiamata la preghiera del cuore, è stata paragonata all'atteggiamento di una madre che veglia sulla culla del proprio bambino: pensa con amore al bambino senza riflessione e interruzioni. Nelle parole di Alfonso Maria de' Liguori, la contemplazione acquisita "consiste nel vedere in un semplice colpo d'occhio le verità che in precedenza potevano essere scoperte solo attraverso il discorso prolungato": il ragionamento è in gran parte sostituito dall'intuizione, e gli affetti e le risoluzioni, anche se non assenti, sono solo leggermente variati ed espressi in poche parole. Soprattutto nella sua forma più alta, conosciuta come la preghiera della semplicità o del semplice sguardo, c'è un pensiero o sentimento dominante che ricorre costantemente e facilmente (anche se con poco o nessuno sviluppo) in mezzo a tanti altri pensieri, benefici o meno. La preghiera della semplicità spesso ha la tendenza a semplificarsi, anche in relazione al suo oggetto, portando a pensare principalmente a Dio e alla sua presenza, ma in modo confuso.
Definizioni simili a quella di Alfonso Maria de' Liguori vengono date da Adolphe Tanquerey ("un semplice sguardo su Dio e sulle cose divine che procedono da amore e tendono ad esso") e da Francesco di Sales ("un'attenzione amorevole semplice e permanente della mente alle cose divine").
"Nel corso dei secoli, questa preghiera è stata chiamata con vari nomi, come la Preghiera della Fede, Preghiera del Cuore, Preghiera della Semplicità, Preghiera del Semplice Sguardo, Raccoglimento Attivo, Attiva Tranquillità, Contemplazione Acquisita".
Il Catechismo della Chiesa Cattolica afferma: "Che cosa è la preghiera contemplativa? Santa Teresa risponde: «L'orazione mentale, a mio parere, non è che un intimo rapporto di amicizia, nel quale ci si intrattiene spesso da solo a solo con quel Dio da cui ci si sa amati ». La preghiera contemplativa cerca «l'amore dell'anima mia» È Gesù e, in lui, il Padre. Egli è cercato, perché il desiderio è sempre l'inizio dell'amore, ed è cercato nella fede pura, quella fede che ci fa nascere da lui e vivere in lui. Si può meditare anche nella preghiera contemplativa, ma lo sguardo è rivolto al Signore."
È riconosciuto che una persona viene chiamata alla contemplazione naturale perché riesce in essa con facilità e ne beneficia. Ciò è particolarmente vero se la persona ha un'attrazione permanente a questo tipo di preghiera, insieme ad una difficoltà e antipatia per la meditazione discorsiva. Di conseguenza, quando durante la preghiera non si sente né piacere né facilità in determinati atti, è consigliabile non sforzarsi a farlo, ma accontentarsi di una preghiera affettiva o della preghiera di semplicità. Se, al contrario, durante la preghiera si sente propensione per certi atti, si deve cedere a questa inclinazione invece di cercare ostinatamente di rimanere impassibili come facevano i quietisti.

## Contemplazione infusa o unione mistica

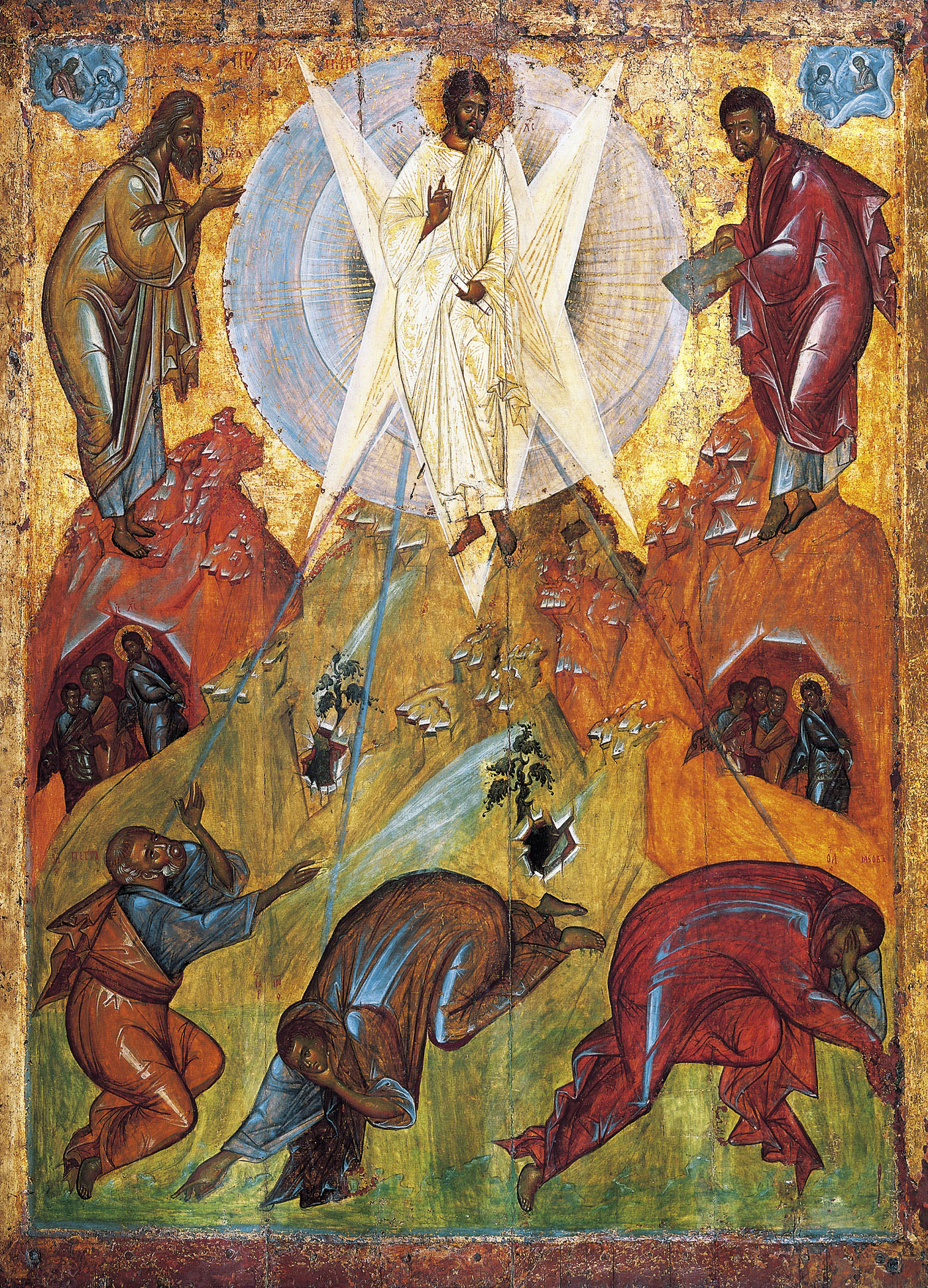
Icona russa della Trasfigurazione

Contemplazione infusa o superiore, chiamata anche intuitiva, passiva o straordinaria, è un dono soprannaturale con la quale la mente e la volontà di una persona viene totalmente concentrata su Dio. Si tratta di una forma di unione mistica con Dio, unione caratterizzata dal fatto che è Dio, e Dio solo, che si manifesta. Sotto questa influenza di Dio, che assume la libera cooperazione della volontà umana, l'intelletto riceve intuizioni particolari in cose dello spirito e gli affetti sono animati straordinariamente dall'amore divino. Questa unione che ne risulta può essere collegata a manifestazioni di un oggetto creato, come, per esempio, visioni dell'umanità di Cristo o di un angelo, o rivelazioni di un evento futuro, o altro. Comprendono fenomeni corporei miracolosi talvolta osservati negli estatici.
Bernard Häring ha scritto:
La contemplazione infusa, descritta come una "consapevolezza amorosa di Dio divinamente originata, generale, non concettuale" è, secondo Thomas Dubay, il normale, ordinario sviluppo della preghiera discorsiva, che sostituisce gradualmente. Scrive:
La preghiera contemplativa cristiana è un discepolato con Gesù. Hans Urs von Balthasar spiega che non si origina da una forza psicologica, ma dalla forza di rispondere all'amore:
Dubay considera la contemplazione infusa come cosa comune solo tra "coloro che tentano di vivere secondo il Vangelo in ogni momento e che si impegnano in una dinamica vita di preghiera". Altri scrittori vedono la preghiera contemplativa nella sua forma infusa sovrannaturale ben lungi dall'essere comune. Il gesuita italiano Giovanni Battista Scaramelli (1687–1752), reagendo contro il quietismo del XVII secolo, insegnava che l'ascetismo ed il misticismo sono due sentieri distinti verso la perfezione, il primo essendo il normale fine ordinario della vita cristiana, il secondo qualcosa di straordinario e molto raro. Jordan Aumann considera che questa idea dei due sentieri sia "un'innovazione nella teologia spirituale ed uno scostamento dalla dottrina cattolica tradizionale". Jacques Maritain affermò che non si dovrebbe dire che ogni mistico gode necessariamente di un'abituale contemplazione infusa nello stato mistico, dato che i doni dello Spirito Santo non si limitano ad operazioni intellettuali.

## Fasi della preghiera contemplativa infusa

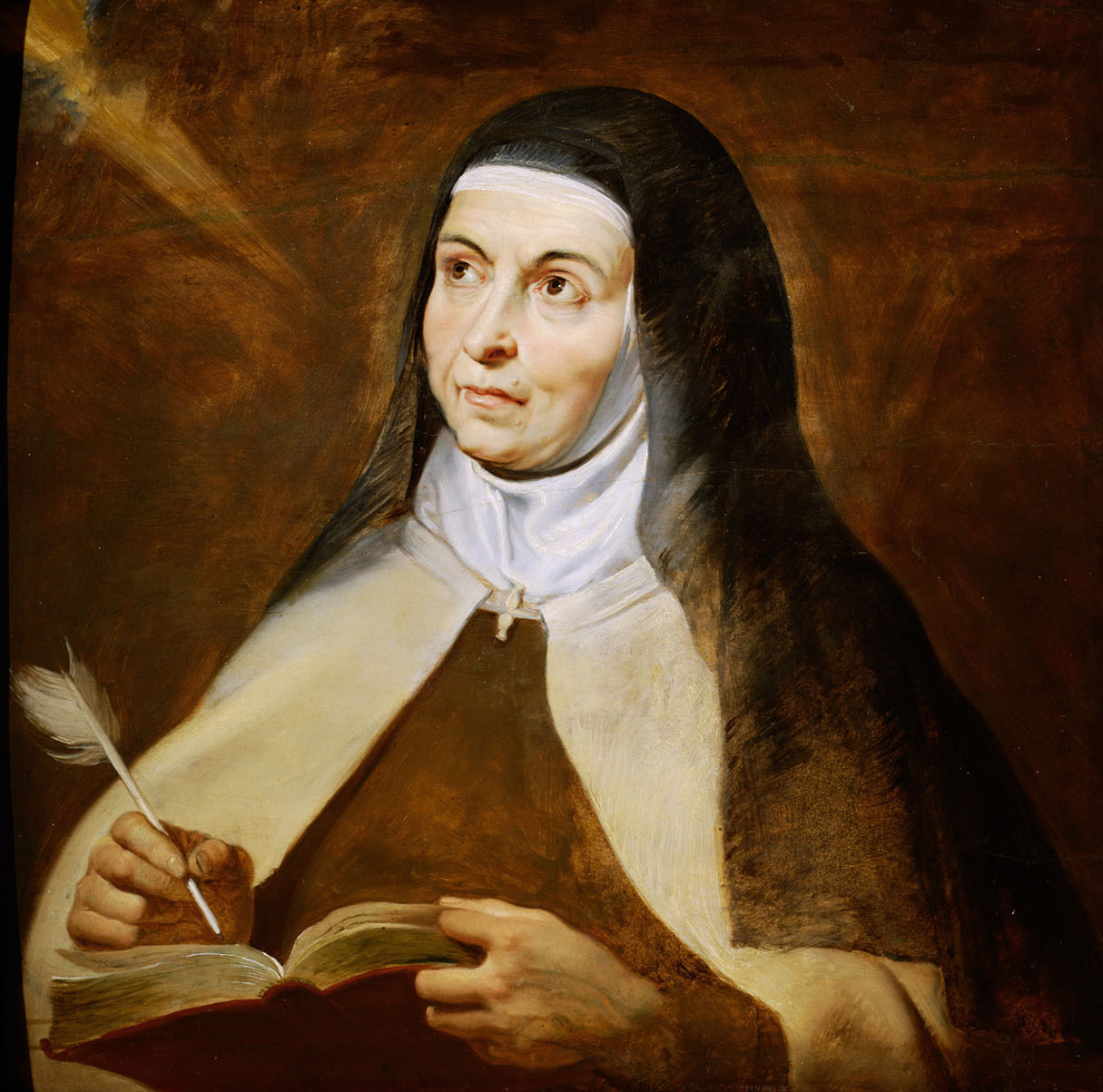
Teresa d'Avila

Teresa d'Avila descrisse quattro gradi o fasi di unione mistica: 
1. unione mistica incompleta, o "preghiera di quiete" o di raccoglimento soprannaturale, quando l'azione di Dio non è abbastanza forte da far evitare le distrazioni, e l'immaginazione conserva ancora una certa libertà;
2. unione piena o semi-estatica, quando la forza dell'azione divina mantiene la persona completamente occupata ma i sensi continuano ad agire, in modo che facendo uno sforzo, la persona può cessare la preghiera;
3. unione estatica, o estasi, quando le comunicazioni con il mondo esterno sono interrotte o quasi, e non si può più muoversi da tale stato: e
4. unione trasformante o deificante, o (corretta) coniugazione spirituale dell'anima con Dio.

I primi tre sono lo stato debole, medio, ed energetico della stessa grazia. L'unione trasformante si differenzia da loro nello specifico e non solo in intensità. Consiste della coscienza abituale di una "grazia misteriosa che tutti possederanno in cielo": l'anticipazione della Natura Divina. L'anima è consapevole della assistenza divina nelle sue operazioni soprannaturali superiori, quelle dell'intelletto e della volontà. La "coniugazione spirituale" differisce dalle altre unioni spirituali in quanto essa è uno stato  permanente e gli altri solo transitori.
In tutte le forme di unione mistica Dio non è semplicemente concepito con la mente, ma percepito attraverso una conoscenza sperimentale di Dio e della sua presenza, una conoscenza  però inferiore al modo in cui Dio si manifesterà a coloro che sono in cielo. In generale, si può descrivere come il vedere Dio solo quando l'unione mistica raggiunge il grado di estasi. Ciò che è comune a tutti i livelli è che la presenza di Dio si manifesta come un qualcosa di interiore da cui l'anima è penetrata, una sensazione di assorbimento, di fusione, di immersione. È stata paragonata al modo in cui sentiamo la presenza del nostro corpo quando si resta perfettamente immobili e chiudiamo gli occhi. Se sappiamo che il nostro corpo è presente, non è perché lo vediamo o ci è stato detto. È il risultato di una sensazione speciale, un'impressione interiore, molto semplice e tuttavia impossibile da analizzare. È così che in unione mistica sentiamo Dio dentro di noi e in un modo molto semplice. L'anima assorbita in un'unione mistica che non è troppo elevata può dirsi che assomigli ad un uomo collocato vicino ad uno dei suoi amici in un luogo di buio impenetrabile e del silenzio più totale: non vede né sente il suo amico la cui mano tiene nella propria, ma per mezzo del tatto avverte la sua presenza. Rimane così pensando al suo amico e amandolo, anche se tra distrazioni.